# Pedro José Berrío
Pedro José Berrío Díaz (Medellín, 13 de mayo de 1865-Ibidem, 14 de octubre de 1950), conocido erróneamente como Pedro Justo Berrío Díaz, fue un político y militar colombiano.
Se desempeñó en tres ocasiones como gobernador de Antioquia y como Ministro de Guerra.

## Biografía
Nacido en Medellín a mediados de mayo de 1865, realizó sus primeros estudios en el Colegio Espíritu Santo en Bogotá, a donde fue enviado con solo 11 años cuando su padre falleció; sin embargo, sus estudios se vieron interrumpidos por la Guerra de las Escuelas. Posteriormente regresó a su ciudad natal a estudiar en la Escuela de Minas, donde fue compañero de Pascual Gutiérrez, Santiago Ospina y César García. 
En 1887 se convirtió en alcalde de Puerto Berrío, ciudad que lleva ese nombre en honor a su padre. Inició su carrera militar en la Guerra civil de 1884, para después participar en la Guerra civil de 1895, donde combate en Santander liderando al Batallón Antioquia y participa la Batalla de Enciso, lo cual le valió ser confirmado con el grado de general por Rafael Reyes, líder de las fuerzas militares del gobierno; en esa misma contienda también combate en la Costa Atlántica y en Panamá. Fue encargado por Marceliano Vélez para dirigir las fuerzas militares del conservatismo en Antioquia, junto con Ramón González Valencia, durante la Guerra de los Mil Días, que obtienen grandes victorias militares; en 1910 fue comandante del Batallón Girardot, apostado en Medellín. 
En el aspecto político, tras ser alcalde de Puerto Berrío fue diputado a la Asamblea de Antioquia y en 1898 llegó a ocupar un escaño en el Congreso, formando parte de la facción de los conservadores históricos, que se oponían al gobierno del Partido Nacional. En 1911 fue nombrado por primera vez como gobernador de Antioquia, período que se extendió hasta 1912, gobernando en una segunda ocasión entre 1914 y 1918 y en una tercera entre 1926 y 1930. Fue Ministro de Guerra en 1915 durante el gobierno de José Vicente Concha, si bien no ejerció el puesto a plenitud; en 1917 fue llamado de nuevo a ocupar ese ministerio, pero en esta ocasión declinó para seguir siendo gobernador de Antioquia. Siendo Ministro en 1915 firmó el decreto 71 de diciembre de 1915, que reorganizó en seis departamentos el Departamento General del Ministerio, reformó el ejército dividiéndolo en tres divisiones, cada una dividida en dos brigadas, estas a su vez cada una conformada por dos batallones y se empezaron a utilizar los ferrocarriles para operaciones militares.
En 1914 y 1932 fue presidente de la Asamblea de Antioquia; entre 1920 y 1925 fue Representante a la Cámara; Senador entre 1934 y 1941; diputado a la Asamblea de Cundinamarca entre 1905 y 1909; Ministro del Tesoro durante el gobierno de Jorge Holguín y Ministro de Hacienda durante el gobierno de Marco Fidel Suárez. 
Tras fallecer en 1950 el Congreso ordenó levantar un monumento en Medellín para depositar allí sus restos y otra estatua en Santa Rosa de Osos.

## Familia
Hijo del presidente del Estado Soberano de Antioquia Pedro Justo Berrío Rojas y de Estefanía Díaz Tamayo, se casó con Carlota González Sánchez, unión de la cual nacieron 6 hijos, incluyendo a los políticos Pedro Justo Berrío González y Eduardo Berrío González y a la historiadora Mercedes Berrío de Mejía. 